# Сироїжка вонюча
Сироїжка вонюча, сироїжка ароматна (Russula xerampelina (Schaeff.) Fr.) — їстівний гриб з родини сироїжкових — Russulaceae.

## Назва

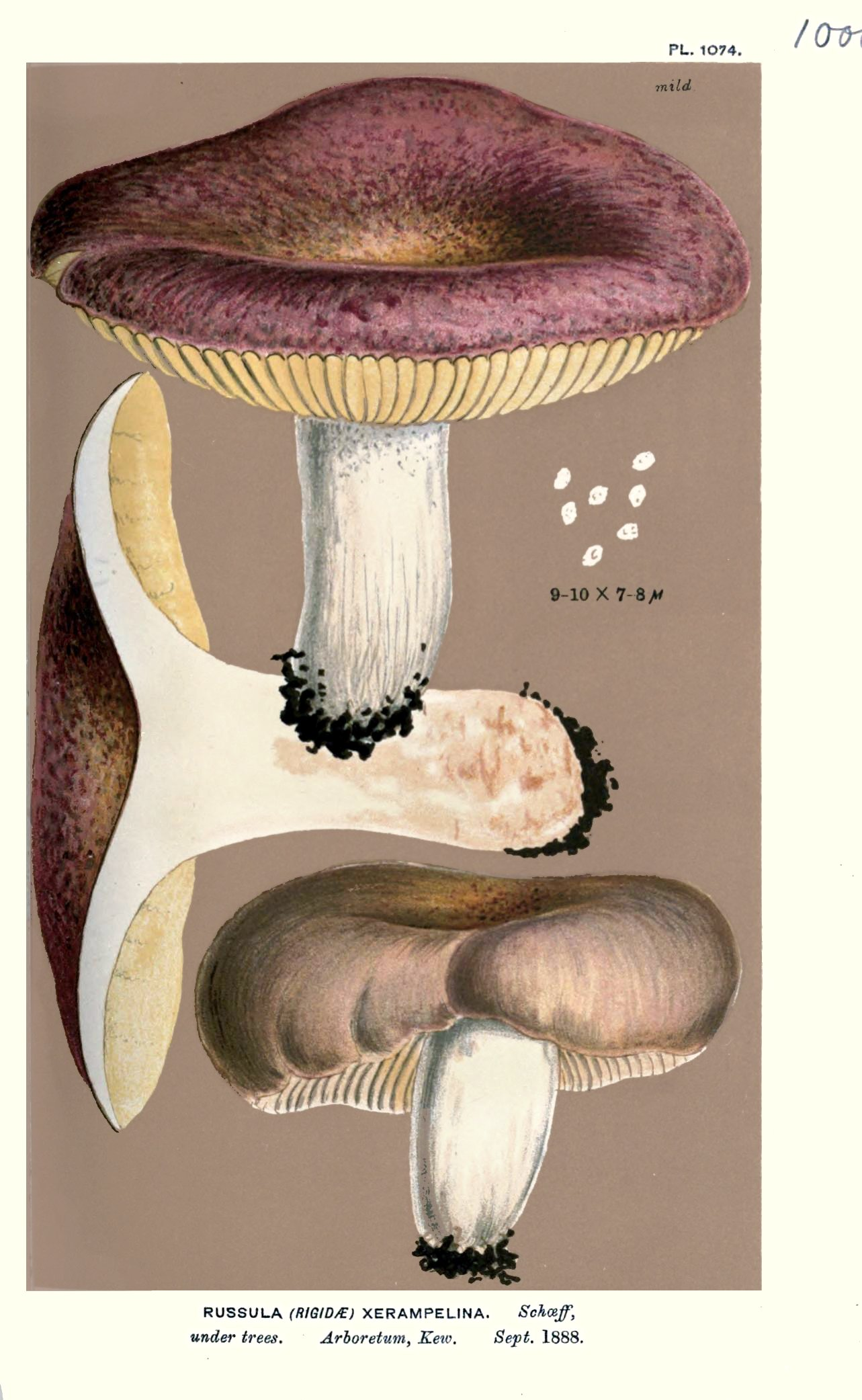
Сироїжка вонюча

Поширення сироїжки вонючої в Європі

Місцева українська назва — смердюк. В англійській мові називають крабова сироїжка shellfish russula через те, що пахне крабами.

## Будова
Шапка 4-8(10) см у діаметрі, опукла, опукло- або плоскорозпростерта, червона, пурпурова, фіолетово-пурпурова, жовтувато-коричнева, бурувато- або зеленувато-оливкувата, гола, з тонким, гладеньким краєм. Пластинки білуваті, згодом сірувато-буро-жовті. Спорова маса вохряно-жовта. Спори жовтуваті, 9-13 Х 8-11 мкм, шипуваті. Ніжка щільна, 3-7(9) Х 1,2 см, біла або червонувата, з часом сіріє. М'якуш щільний, білий, згодом сірів, при розрізуванні бурів, солодкий. Гриби, що полежали, набувають запаху оселедця чи краба. М'якуш молодих грибів пахне оселедцем лише при підсиханні.

## Життєвий цикл
Росте у липні — листопаді.

## Поширення та середовище існування
Зустрічається по всій Україні у листяних і хвойних лісах. 

## Практичне використання
Добрий їстівний гриб. Використовують його свіжим.